# 汉刘邦
《漢劉邦》，是1998年中国播出的历史剧，剧集描述了汉高帝刘邦的一生。从他作为一个低级亭长开始，经过推翻秦朝的战争、与项羽争天下的楚汉之争，他成为了汉朝的第一个皇帝，直到他在汉高帝十二年去世。该剧於1998年在中国中央电视台首播。

## 演员表
- 刘文治 饰演 刘邦
- 于小慧 饰演 吕雉
- 王刚 饰演 张良
- 李宏伟 饰演 韩信
- 程文宽 饰演 萧何
- 朱娜 饰演 戚夫人
- 张林 饰演 项羽
- 周露 饰演 虞姬
- 刘仲元 饰演 范增
- 包斯尔 饰演 项梁
- 崔岱 饰演 章邯
- 王刚 饰演 樊哙
- 李良涛 饰演 宋义
- 王兴振 饰演 郦食其
- 张永祥 饰演 陈平
- 郝铁男 饰演 项伯
- 董子午 饰演 英布
- 沈家骏 饰演 彭越
- 董怀玉 饰演 秦始皇
- 汤志江 饰演 赵高
- 王伟 饰演 秦二世
- 李长发 饰演 李斯
- 赵少臻 饰演 周勃
- 李大刚 饰演 曹参
- 李振起 饰演 夏侯婴
- 盧勇 饰演 钟离昧
- 张志红 饰演 季布
- 李笑纳 饰演 雍齿
- 徐冬梅 饰演 吕媭
- 徐雷 饰演 萧何夫人
- 常远 饰演 玉兰
- 白光明 饰演 刘太公
- 孙英白 饰演 叔孙通
- 孙敬季 饰演 怀王孙心（少年）
- 曹志鹏 饰演 怀王孙心（青年）
- 赵心田 饰演 薄姬
- 李占春 饰演 丁公
- 王辉 饰演 王陵
- 刘安慰 饰演 灌婴
- 刘俊山 饰演 娄敬
- 尹铁光 饰演 冒顿单于
- 薛艺 饰演 刘盈
- 周天葳 饰演 刘乐
- 安琪尔 饰演 刘如意
- 张连仲 饰演 蒯彻
- 张天舒 饰演 审食其
- 张中华 饰演 陆贾
- 李惊澜 饰演 韩王信
- 张宏杰 饰演 周昌
- 董怀玉 饰演 魏王豹
- 吴连生 饰演 随何
- 杨猛 饰演 武涉
- 逯长恩 饰演 司马欣
- 梁兴家 饰演 殷盖
- 李弘 饰演 侯公
- 陆建艺 饰演 虞子期
- 王建国 饰演 曹咎

## 每集题目
35集都有一个四字题目
| #  | 题目     |
| -- | -------- |
| 1  | 泗水亭长 |
| 2  | 芒砀起事 |
| 3  | 拥立沛公 |
| 4  | 相约抗秦 |
| 5  | 刘项盟誓 |
| 6  | 兵进关中 |
| 7  | 咸阳灭秦 |
| 8  | 约法三章 |
| 9  | 鸿门赴宴 |
| 10 | 屈就汉王 |
| 11 | 火烧栈道 |
| 12 | 韩信归汉 |
| 13 | 金坛拜将 |
| 14 | 厉兵秣马 |
| 15 | 暗渡陈仓 |
| 16 | 兵败彭城 |
| 17 | 说降英布 |
| 18 | 固守荥阳 |
| 19 | 智除范增 |
| 20 | 荥阳脱险 |
| 21 | 争战成皋 |
| 22 | 对峙广武 |
| 23 | 鸿沟议和 |
| 24 | 垓下大战 |
| 25 | 乌江自刎 |
| 26 | 定陶称帝 |
| 27 | 诱擒韩信 |
| 28 | 兵困白登 |
| 29 | 迁都咸阳 |
| 30 | 内忧外患 |
| 31 | 勘力叛乱 |
| 32 | 废长风波 |
| 33 | 征讨英布 |
| 34 | 高歌大风 |
| 35 | 刘邦之死 |